# Kingyo Chūihō! Tobidase Game Gakuen
Kingyo Chūihō! Tobidase Game Gakuen (きんぎょ注意報！とびだせ！ゲーム学園)  est un jeu vidéo de type party game sorti sur Super Nintendo développé par Jaleco sorti au Japon le 18 mars 1994. Le jeu est une adaptation du manga Goldfish Warning!.

## Liste des mini-jeux
Première année :
- Chinois : Quiz
- Math : Puzzle game
- Science : Shoot 'em up
- Social : Quiz
- Anglais : Puzzle game
- Sport : Course
- Art : Puzzle simple

Deuxième année :
- Chinois : Puzzle game
- Math : Quiz
- Science : RPG
- Social : Recherche
- Anglais : Shoot 'em up
- Sport : Tir au but
- Art : Puzzle simple

Troisième année:
- Chinois : Quiz
- Math : Puzzle game
- Science : Shoot 'em up
- Social : Sauver le monde
- Anglais : Recherche
- Sport : Arène de bombe
- Art : Puzzle simple

Il existe aussi des épreuves diverses qui varient selon les semestres :
- 1er semestre : Plage
- 2e semestre : Course de haies
- 3èe semestre : Concert